# Chiesa di San Francesco d'Assisi (Fasano)
San Francesco d'Assisi è una chiesa parrocchiale di Fasano in provincia di Brindisi, costruita nel 1885 per commissione del Terzo ordine francescano.
Presenta un'unica navata e una facciata coronata da timpano.
L'altare principale è dedicato a san Francesco di Assisi. Conserva statue in cartapesta salentine, tra cui l'Ecce Homo, portato in processione durante i riti della settimana santa), la Desolata, Santa Chiara e la Madonna della Croce. Quest'ultima, in seguito ad un decreto vescovile che metteva al bando le statue dei santi con abiti in stoffa, fu spostate nella cappella cimiteriale dei terziari francescani, dove venne dimenticata fino a quando apparve in sogno ad una devota e fu riportata in chiesa dopo un accurato restauro.